# Gastronomia Carioca

## Gastronomia da cidade do Rio de Janeiro
Gastronomia carioca um termo usado para se referir ao conjunto de práticas alimentares, pratos, produtos e ingredientes típicos da cidade do Rio de Janeiro, um dos destinos turísticos mais populares do Brasil e do mundo. Com forte influência de diversas culturas, como a portuguesa, africana, indígena e árabe, a gastronomia carioca é uma cultura alimentar que combina ingredientes tropicais com técnicas culinárias introduzidas ao longo dos séculos por colonizadores e imigrantes. Esse caldeirão cultural reflete a diversidade e a riqueza étnica da cidade, que é um dos maiores centros gastronômicos do Brasil.

## Pratos Típicos
Entre os pratos mais famosos está a feijoada carioca, tradicionalmente servida às sextas-feiras e sábados, considerada um prato símbolo gastronomia nacional. Outro destaque é o filé à Oswaldo Aranha, criado em homenagem ao diplomata gaúcho que frequentava os restaurantes cariocas na década de 1930. A feira de rua, com seus pastéis e coxinhas, é uma parte do cotidiano local, especialmente nos bairros populares da Zona Norte e Oeste.
O açaí na tigela, servido com granola, banana e outras coberturas, se tornou um alimento típico das praias da cidade. Camarões, siri e peixes frescos também têm destaque, com pratos como moqueca e bobó de camarão sendo servidos em restaurantes e quiosques à beira-mar.
Na cidade também são famosos os churrasquinhos de rua, frequentemente vendidos em botequins e quiosques, assim como o queijo coalho grelhado, que também é um lanche típico de praia. Vários ponto da cidade oferecem uma rica experiência de culinária nordestina, com pratos como acarajé, carne de sol e baião de dois. Em contraste, o pão de queijo também tem seu espaço, especialmente no café da manhã e no lanche da tarde. Na cultura dos botequins petiscos como bolinho de bacalhau e de feijoada já fazem parte do cotidiano.

## História
A formação da culinária carioca teve início no período colonial, com a chegada dos portugueses ao Rio de Janeiro em 1565. Os colonizadores trouxeram ingredientes e técnicas culinárias europeias, que se mesclaram às tradições alimentares dos povos indígenas locais. Os indígenas já utilizavam amplamente a mandioca, o milho e diversas frutas nativas em sua dieta. A introdução de ingredientes como trigo, açúcar, carnes bovina e suína pelos portugueses resultou em uma culinária híbrida, combinando elementos europeus e nativos.
No século XVIII, o Rio de Janeiro tornou-se a capital do Brasil Colônia, intensificando o fluxo de influências culturais e gastronômicas. A chegada de escravizados africanos adicionou novos elementos à culinária local, como o uso do azeite de dendê, quiabo e técnicas de preparo específicas. Pratos como o caruru e o vatapá têm origem nessa fusão afro-brasileira. Além disso, a abertura dos portos em 1808 permitiu a entrada de produtos e influências de outras partes do mundo, diversificando ainda mais a gastronomia carioca. 
No início do século XX, o Rio de Janeiro passou por um processo de urbanização e modernização, refletindo-se também na sua culinária. A influência de imigrantes europeus, especialmente italianos e franceses, trouxe novos pratos e estabelecimentos gastronômicos à cidade. As confeitarias e restaurantes tornaram-se pontos de encontro da elite carioca, oferecendo uma variedade de pratos que mesclavam tradições locais e europeias.

## Patrimônios da cidade

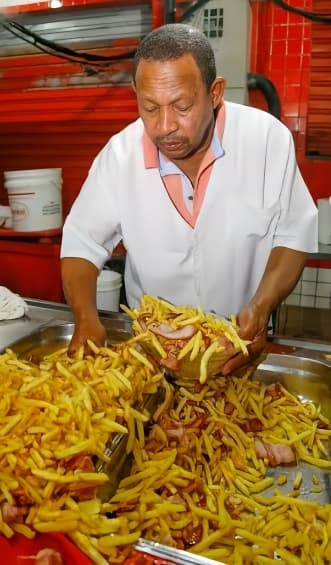
Batata frita de Marechal Hermes é Patrimônio Cultural Material do RJ

A cidade do Rio de Janeiro abriga milhares de estabelecimentos e produtos populares que preservam receitas transmitidas por gerações. A comida de rua desempenha um papel fundamental na economia de diversos pontos da cidade, e é possível encontrar uma variedade de preparos que se tornaram parte da cultura carioca. Desde os mais simples até os mais elaborados, cada prato tem sua própria história e, em alguns casos, esses sabores tradicionais foram reconhecidos e se tornaram patrimônio cultural da cidade:

### Batata de Marechal Hermes
O comerciante Ademar de Barros Moreira iniciou o negócio há mais de 30 anos, próximo à estação de trem de Marechal Hermes, na Zona Norte do Rio de Janeiro. Com porções generosas de batatas fritas acompanhadas de ingredientes como bacon, calabresa e frango à passarinho, o estabelecimento tornou-se um ícone da gastronomia suburbana carioca. Em 2022, a Batata de Marechal foi oficialmente reconhecida como Patrimônio Cultural Material do Estado do Rio de Janeiro. A fama do local é tanta que atrai clientes de diversas partes do mundo e já foi destaque em mídias internacionais. Durante eventos como as Olimpíadas de 2016, Ademar chegou a vender impressionantes 1,4 toneladas de batatas em um único dia. A dedicação à qualidade, utilizando batatas de semente holandesa e óleo sempre novo, é um dos segredos do sucesso contínuo do empreendimento.

### Biscoito Globo
O Biscoito Globo é um ícone da cultura carioca, especialmente associado às praias do Rio de Janeiro. Sua história remonta a 1953, quando os irmãos Milton, Jaime e João Ponce, após a separação dos pais, mudaram-se para São Paulo e passaram a trabalhar na padaria de um primo no bairro do Ipiranga. Lá, aprenderam a produzir biscoitos de polvilho, que vendiam nas ruas da capital paulista.

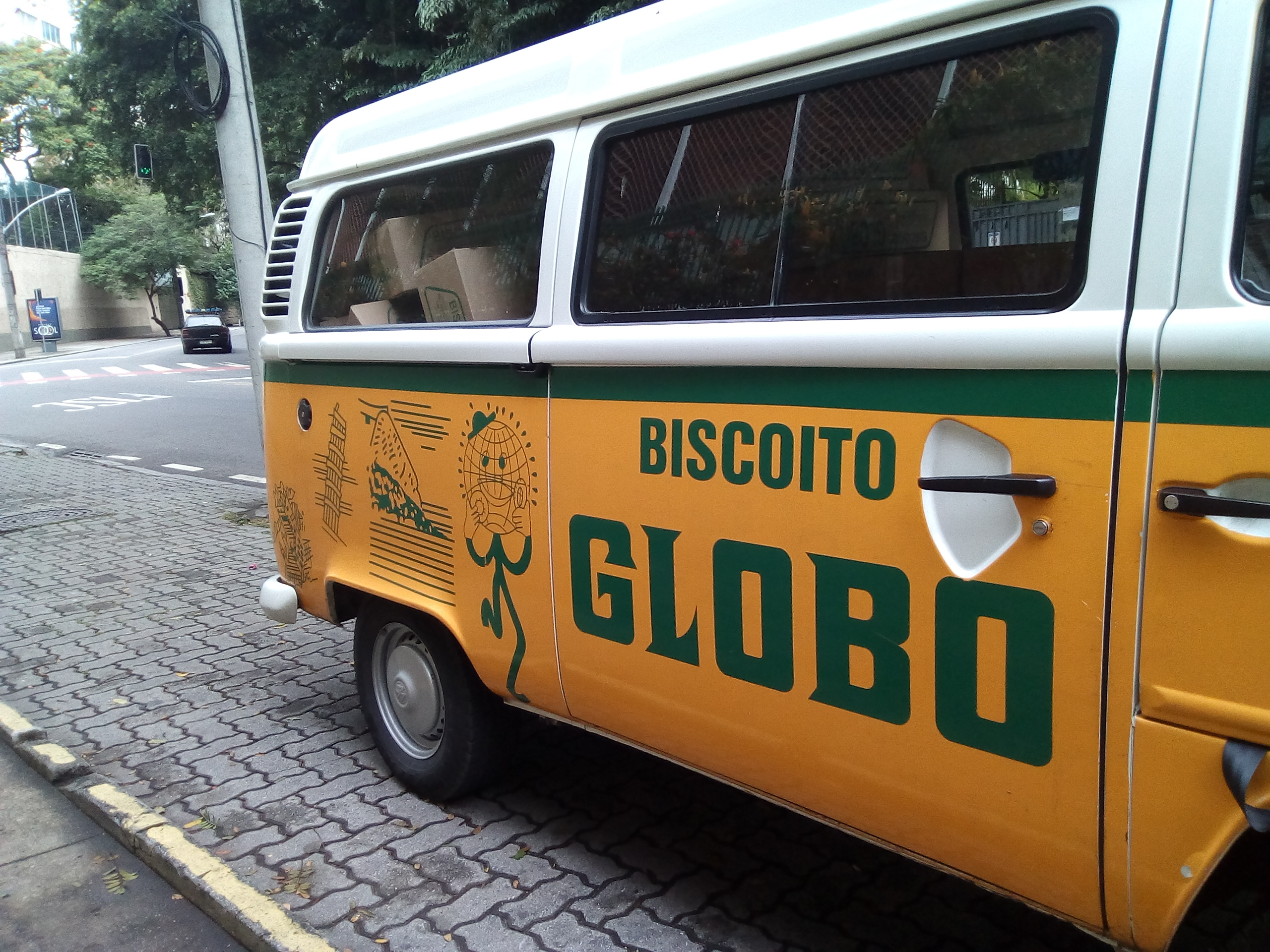
Biscoito Globo manteve sua receita original e método de produção artesanal desde 1953.

Em 1955, aproveitando a realização do 36º Congresso Eucarístico Internacional no Rio de Janeiro, os irmãos Ponce decidiram comercializar seus biscoitos na cidade. O sucesso foi imediato, levando-os a estabelecer residência definitiva no Rio. O nome "Globo" foi adotado em homenagem à padaria homônima em Botafogo, onde assaram as primeiras fornadas na capital fluminense.
A popularidade do Biscoito Globo cresceu rapidamente, especialmente nas praias cariocas, onde vendedores ambulantes passaram a oferecê-lo aos banhistas. A embalagem famosa, criada por um funcionário da Cia Jorge Mendes de Papéis e Artefatos, em Olaria, apresenta ilustrações do Pão de Açúcar e de monumentos internacionais, como as torres Eiffel e de Pisa.
Ao longo das décadas, o Biscoito Globo manteve sua receita original e método de produção artesanal, tornando-se um símbolo do Rio de Janeiro. Em 2012, o Biscoito Globo virou patrimônio cultural e imaterial do estado do Rio de Janeiro. Mesmo enfrentando desafios, como a suspensão temporária da produção durante a pandemia de COVID-19 em 2020, a marca permaneceu querida pelos cariocas e turistas, e em 2023, a empresa modernizou suas embalagens, passando a lacrá-las por máquina para atender à alta demanda, especialmente durante o verão.

### Pipocas Maná
Pipocas Maná é uma tradicional barraca de pipoca localizada no Rio de Janeiro, fundada por Denilson Félix de Lima Santos, também conhecido como Adenilson, em meados da década de 1990. Inicialmente instalada na Praça Tiradentes, no Centro do Rio, a barraca se popularizou por suas receitas diferenciadas, com opções de pipoca tanto salgadas quanto doces, incluindo sabores como camarão, contrafilé e calabresa, além de churros, paçoca e coco ralado.
Hoje, as Pipocas Maná conta com quatro pontos de venda na cidade, sendo três no Centro e um em Madureira, na Zona Norte. A barraca utiliza cerca de 50 quilos de milho por dia e atende a uma clientela diversificada, incluindo motoristas de ônibus, taxistas e moradores locais.

Em reconhecimento à sua importância cultural, as Pipocas Maná foram declaradas patrimônio cultural carioca pela Câmara Municipal do Rio de Janeiro em 2023, por meio da Lei Nº 8.230, que inscreve a barraca no Registro de Bens Culturais de Natureza Imaterial da cidade.

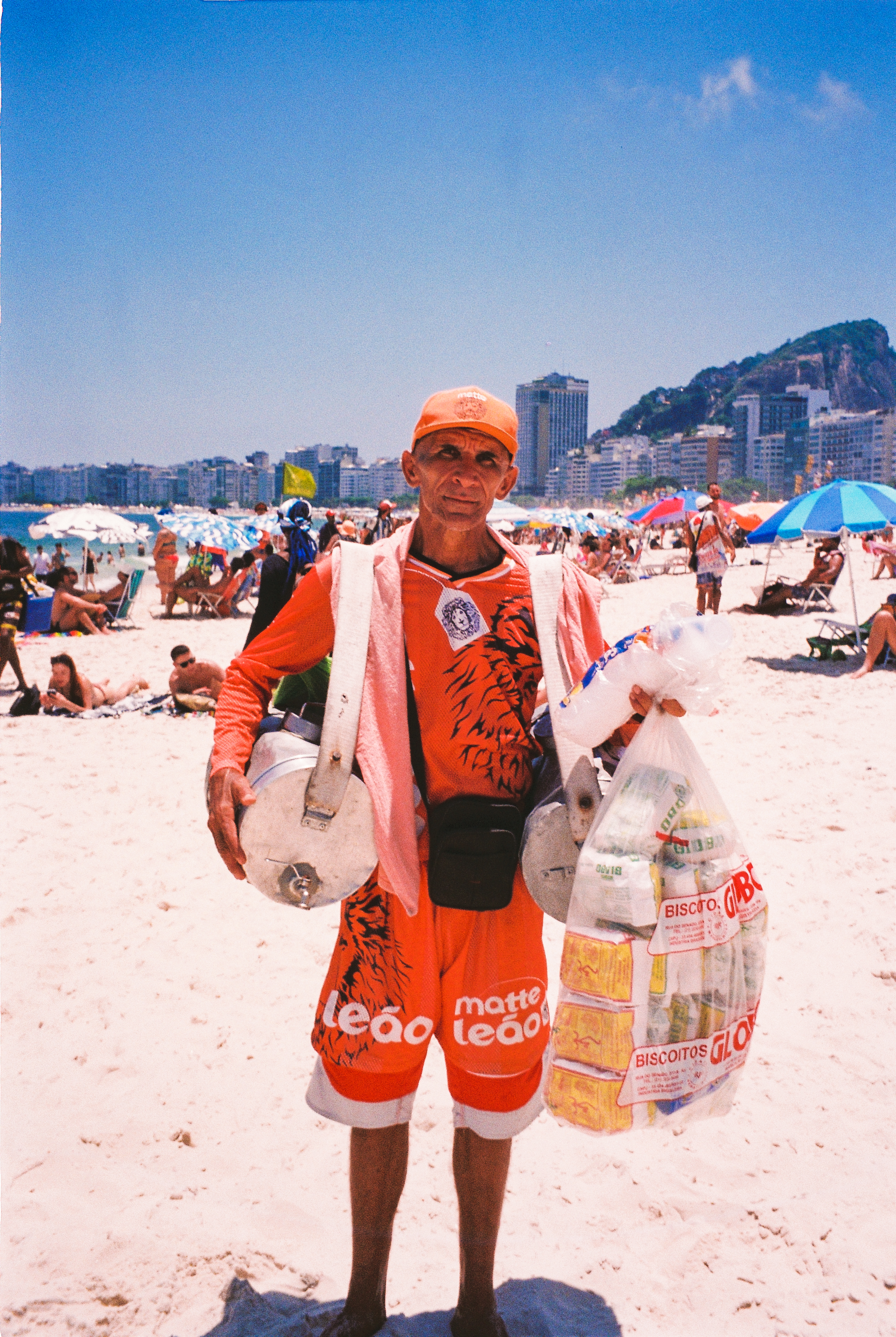
Vendedor de Mate da Praia de Copacabana carregando o tradicional biscoito Globo. Os vendedores de chá gelado são conhecidos como “chaveiros do chá” ou “chadeiros".

### Mate Gelado
O chá mate gelado das praias cariocas é uma tradição da gastronomia de rua do Rio de Janeiro e a atividade de vendedor de mate é considerada Patrimônio Cultural Carioca. Amplamente consumido nas famosas praias da cidade, como Copacabana, Ipanema e Leblon, os vendedores, conhecidos popularmente como “chaveiros do chá” ou “chadeiros”, oferecem a bebida refrescante em diversos sabores, incluindo limão, pêssego e maracujá, e a vendem em garrafinhas ou copos, muitas vezes com gelo e pedaços de frutas.
A bebida, que é uma mistura de erva-mate com água gelada e adoçada a gosto, se tornou um símbolo de alimentação leve e saudável associada ao estilo de vida carioca. O chá gelado é consumido tanto por moradores quanto por turistas que frequentam as praias, sendo particularmente popular durante os meses de verão.
Além de ser uma bebida refrescante, o chá gelado também é parte de uma cena social nas praias do Rio, com vendedores circulando entre os banhistas e oferecendo a bebida como uma alternativa às bebidas alcoólicas ou refrigerantes. A prática é uma forma de interação informal que cria um ambiente descontraído que representa bem a vida cotidiana e a cultura local.

### Cachorro-quente da Geneal
O cachorro-quente da Geneal foi reconhecido como um patrimônio cultural imaterial da cidade do Rio de Janeiro pela Câmara Municipal em 2024. Com uma receita simples, mas única, o sanduíche mantém-se inalterado desde sua criação em 1963. Seu segredo está no uso de pão vegano, salsicha e um molho exclusivo, que conquistaram gerações de cariocas e visitantes.
Este cachorro-quente é vendido em carrocinhas coloridas e tornou-se uma tradição na cidade ao longo de mais de 60 anos, sendo uma presença constante em eventos importantes como as partidas de futebol no Maracanã, ou shows no Circo Voador e no Rock in Rio, e eventos como Rio Open e o Circuito Mundial de Praia. Atualmente, a Geneal possui 15 lojas espalhadas pela cidade, além de revendas em teatros, postos de gasolina e serviço de delivery.

### Feira Livre da Glória
A Feira Livre da Glória, realizada todos os domingos na Avenida Augusto Severo, no bairro da Glória (Zona Sul do Rio de Janeiro), é considerada a maior feira livre do município e uma das mais emblemáticas da cidade. Com mais de 100 anos de história, a feira reúne milhares de visitantes semana após semana, oferecendo uma imensa variedade de produtos frescos (como frutas, verduras e peixes), comidas típicas, artesanato, vestuário, decoração, além de apresentações musicais espontâneas, como rodas de samba. 
Em 8 de julho de 2025, a feira recebeu oficialmente o status de Patrimônio Histórico, Cultural e Imaterial do Estado do Rio de Janeiro, aprovado pela Assembleia Legislativa (Alerj) e sancionado pelo governador Cláudio Castro. Esse reconhecimento institucionaliza a feira como um importante espaço de encontro, memória e identidade cultural carioca, abrindo caminho para possíveis parcerias, investimentos e iniciativas de valorização cultural.

## Tradição e excelência

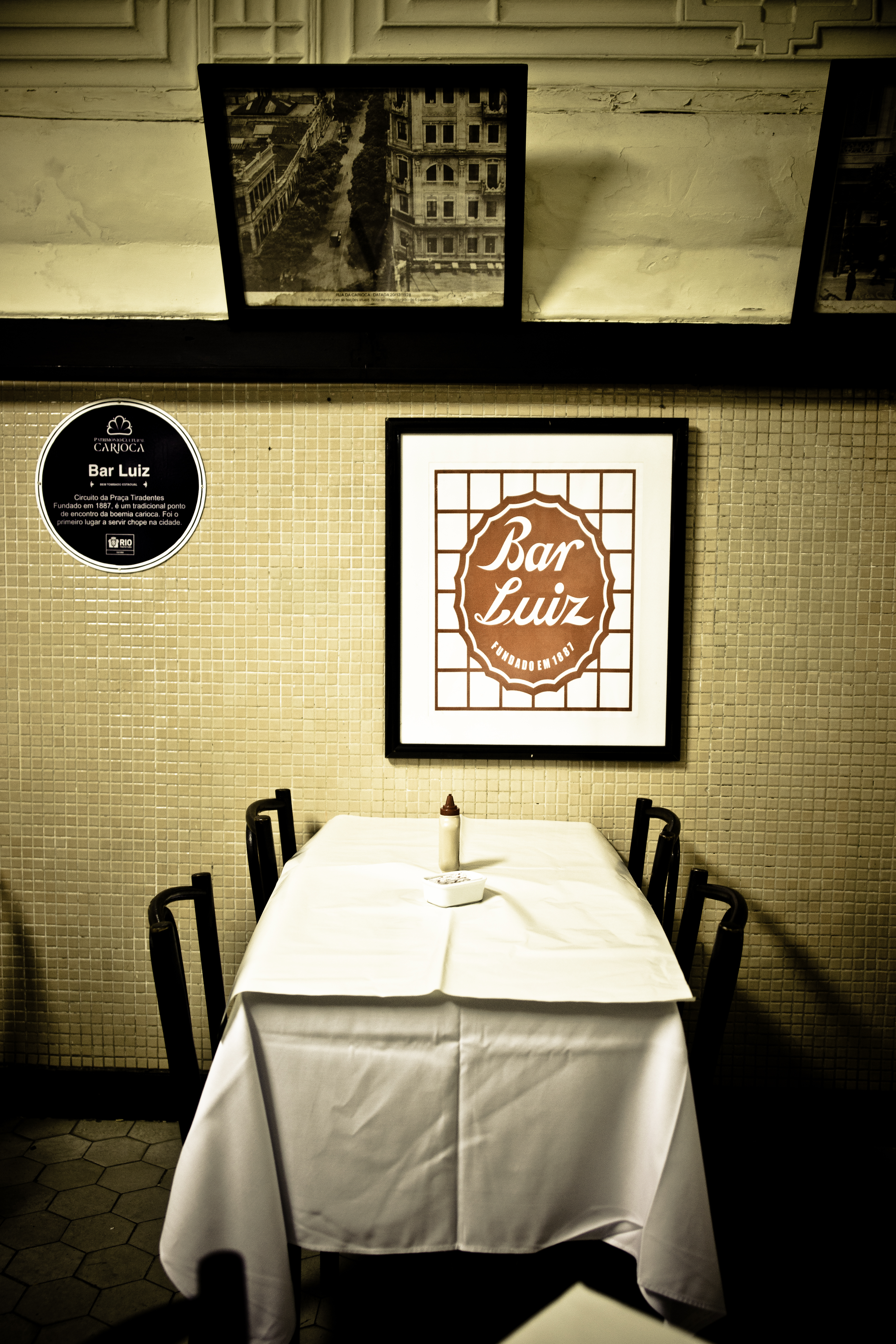
O Bar Luiz, fundado em 1887, é um patrimônio cultural carioca, localizado no Centro, no Rio de Janeiro.

### Estabelecimentos históricos
Entre os estabelecimentos mais antigos e tradicionais do Rio de Janeiro, alguns se destacam pelo seu valor histórico, como é o caso da Confeitaria Colombo (1894), símbolo de sofisticação, famosa pelos doces e pelo ambiente art nouveau. O Café Lamas (1874), no Flamengo, é conhecido pelo filé à Oswaldo Aranha, tendo sido ponto de encontro de figuras históricas. No Centro, o Armazém Senado (1907) mantém seu clima informal e petiscos clássicos, enquanto o Rio Minho (1884) é referência em comida portuguesa, especialmente bacalhau. A Leiteria Mineira (1907) e a Casa Paladino (1906) preservam receitas tradicionais mineiras e italianas, respectivamente. A Casa Urich (1913) e o Amarelinho da Cinelândia (1947) são ícones da boemia carioca, conhecidos pelo ambiente descontraído. Já o Bar do Joia, fundado nos anos 1909, segue tradicional com pratos como feijoada servida às sextas e bolinho de bacalhau.
A lista de estabelecimentos históricos e tradicionais é imensa, e muitos desses locais são reconhecidos oficialmente como patrimônios tombados pelo Instituto Rio Patrimônio da Humanidade (IRPH) e pelo Instituto do Patrimônio Histórico e Artístico Nacional (IPHAN), garantindo a preservação de suas estruturas, receitas e relevância cultural. 

### Alta gastronomia
Além dos estabelecimentos tradicionais, o Rio de Janeiro também abriga restaurantes renomados pela sofisticação e gastronomia premiada. O Oro, comandado pelo chef Felipe Bronze, é reconhecido nacional e internacionalmente, recebendo duas estrelas Michelin e destacando-se na culinária contemporânea carioca. O Cipriani, localizado no Hotel Copacabana Palace, é uma referência na cozinha italiana refinada, tendo sido premiado em diversas edições do Guia Michelin. O Lasai, com uma estrela Michelin, é conhecido por sua proposta contemporânea, focada em ingredientes orgânicos e frescos, e é considerado um exemplo da vanguarda da culinária carioca. O MEE Rio, no Hotel Santa Teresa, especializado em cozinha asiática contemporânea, também recebeu uma estrela Michelin, consolidando-se como um dos principais restaurantes da cidade.

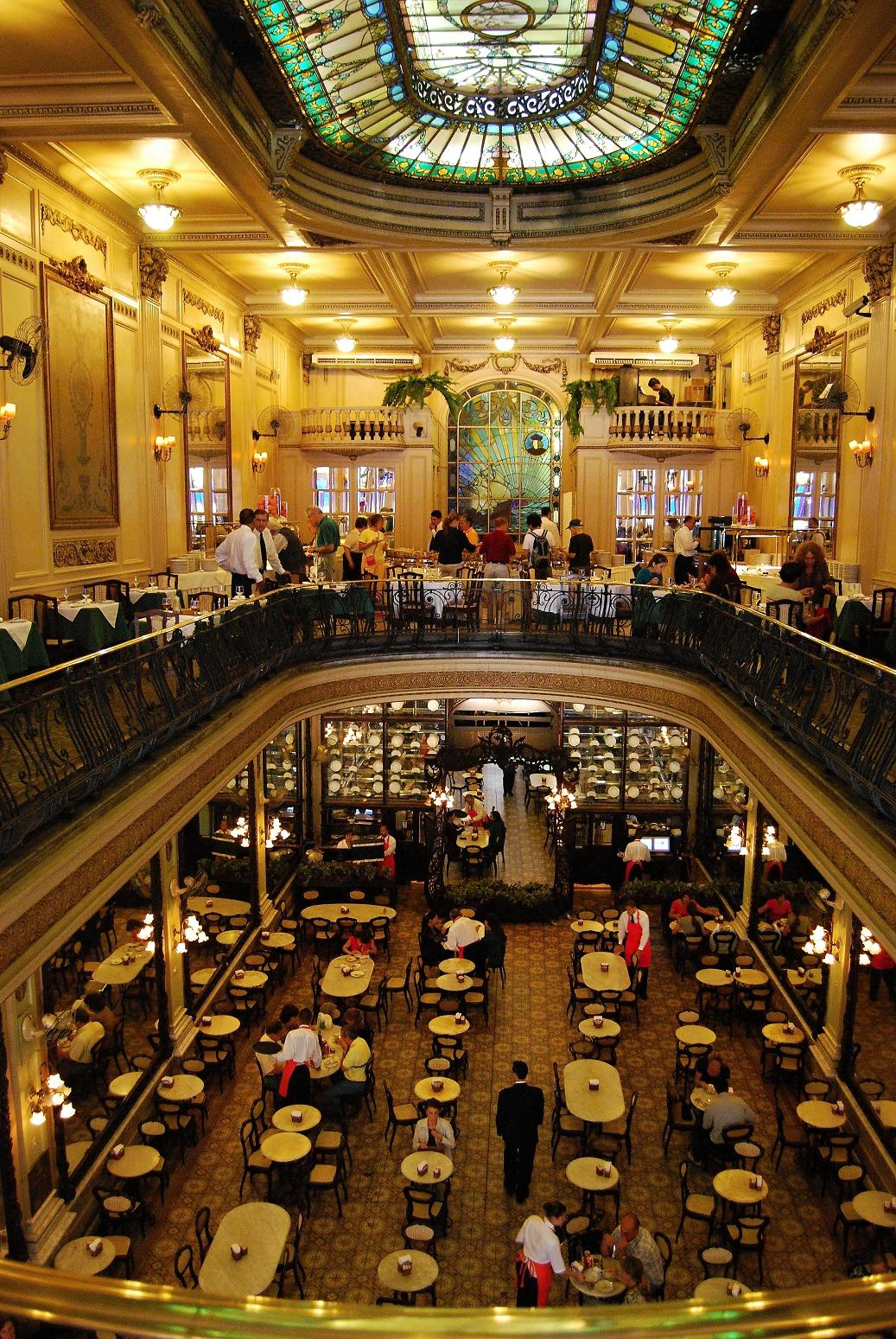
Confeitaria Colombo, no centro do Rio, foi fundada em 1894 era um ponto de encontro da alta sociedade carioca.

O Início da Alta Gastronomia Carioca
Nos séculos 19 e 20, o Rio de Janeiro se consolidou como o centro cultural e político do Brasil, o que contribuiu para o desenvolvimento de uma gastronomia sofisticada. Durante o período imperial, o Rio era palco de grandes jantares de gala e eventos sociais, onde a culinária francesa e portuguesa predominavam nas mesas da alta sociedade.
Influência Francesa e Portuguesa
A França exerceu forte influência na gastronomia carioca, refletida na sofisticação dos restaurantes da época, que adotavam cardápios elegantes e priorizavam molhos elaborados e técnicas refinadas. Paralelamente, a herança portuguesa se manifestava na popularidade do bacalhau, ingrediente típico da culinária lusitana, que foi incorporado aos cardápios sofisticados da cidade. 
No início do século XX, o Rio de Janeiro também foi impactado pela cuisine nouvelle (cozinha nova), uma vertente moderna da gastronomia francesa que passou a ser adotada por restaurantes de alto padrão. Essa evolução trouxe uma abordagem mais leve e criativa às receitas clássicas, valorizando a apresentação e a valorização dos ingredientes. 
Desenvolvimento da Alta Gastronomia Carioca Moderna
A partir da década de 1990, o Rio de Janeiro consolidou-se como um destino de alta gastronomia. Chefs renomados passaram a combinar técnicas sofisticadas com ingredientes tipicamente brasileiros, promovendo uma fusão entre tradição e inovação.
Apesar do crescimento dos restaurantes de alta cozinha, a gastronomia carioca mantém sua forte ligação com a culinária popular. Pratos como caldo de feijão, moqueca e churrasco seguem representando a essência da cidade, criando um contraste interessante entre a sofisticação dos restaurantes premiados e a autenticidade dos botecos e da comida de rua.

## Influências
Além das influências europeias já mencionadas, a culinária do Rio de Janeiro foi moldada por diversas culturas, resultando em uma gastronomia rica e diversificada. A seguir, destacam-se as contribuições mais notáveis: 

### Influência Africana
A presença africana na culinária carioca remonta ao período colonial, quando escravizados trazidos da África Ocidental e Central introduziram ingredientes, técnicas e preparações que se tornaram fundamentais na gastronomia local. O uso intensivo do dendê, do quiabo e da pimenta, além de pratos como o caruru e o vatapá, são heranças diretas desse intercâmbio cultural.
No Rio de Janeiro, uma das principais contribuições africanas foi a valorização das feijoadas, que se tornaram um dos pratos mais emblemáticos da cidade. Originalmente associada aos hábitos alimentares dos escravizados, a feijoada passou por um processo de adaptação ao longo dos séculos, incorporando ingredientes como carne seca e embutidos. Outro exemplo é o angu, uma preparação à base de fubá, consumida tanto de forma simples quanto acompanhada por molhos de carne ou frutos do mar.
A culinária afro-carioca também se expressa através dos tabuleiros de baianas que vendem quitutes como acarajé, abará e cocada. Esses elementos da tradição alimentar afro-brasileira são mantidos vivos por comunidades religiosas de matriz africana, que preservam receitas ancestrais ligadas aos orixás e promovem eventos culturais e gastronômicos.
Nos últimos anos, movimentos de valorização da gastronomia afrodescendente ganharam força no Rio de Janeiro. Iniciativas como festivais de comida africana e afro-brasileira, a atuação de chefs especializados e a inserção de pratos tradicionais em restaurantes contemporâneos têm contribuído para a preservação e a renovação dessa identidade gastronômica. Projetos como o "Circuito Gastronomia de Terreiro" buscam fortalecer a conexão entre a comida e as tradições religiosas afro-brasileiras, enquanto espaços culturais promovem debates e oficinas sobre a influência africana na alimentação carioca.

### Influência Indígena
Antes da chegada dos colonizadores europeus, os povos indígenas que habitavam a região do atual Rio de Janeiro possuíam uma dieta rica e diversificada, fundamentada nos recursos naturais disponíveis. A mandioca, por exemplo, era amplamente utilizada na preparação de alimentos como o beiju e a tapioca, que permanecem populares na culinária carioca atual. Além disso, técnicas de cozimento como assar alimentos em folhas de bananeira e o uso de utensílios de cerâmica para cozinhar foram incorporadas e adaptadas ao longo dos séculos, influenciando práticas culinárias contemporâneas. O consumo de peixes e frutos do mar, abundantes na região, também é uma herança direta das práticas alimentares indígenas. Essas contribuições são fundamentais para a identidade gastronômica do Rio de Janeiro, refletindo a integração de saberes tradicionais indígenas na cultura alimentar local.

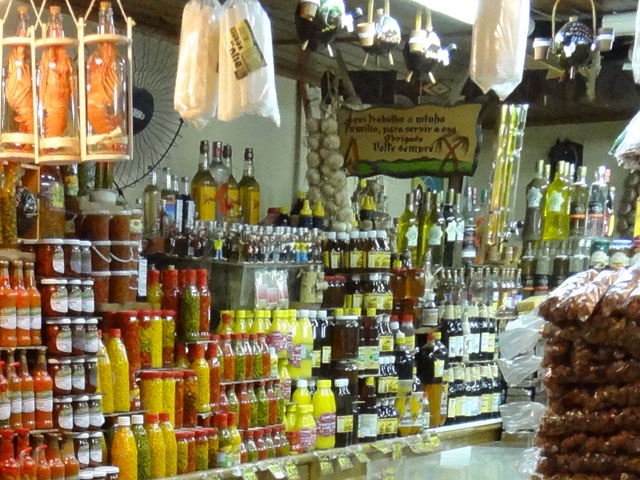
A Feira de São Cristóvão, é um pavilhão que promove a cultura e o comércio de produtos nordestinos no Rio de Janeiro desde 1962.

### Influência Nordestina
A migração de nordestinos para o Rio de Janeiro, especialmente a partir do século XX, teve um impacto significativo na cultura e na gastronomia da cidade. A culinária nordestina, rica em sabores e tradições, trouxe pratos que rapidamente se integraram ao cotidiano carioca. A Feira de São Cristóvão, oficialmente conhecida como Centro Luiz Gonzaga de Tradições Nordestinas, é um marco dessa influência. Originalmente uma reunião espontânea de nordestinos que se encontravam nos arredores do Campo de São Cristóvão, a feira evoluiu para um espaço cultural permanente, onde se destacam restaurantes e barracas que servem iguarias típicas como carne de sol, baião de dois, acarajé e tapioca. Além da gastronomia, o local é um centro de difusão da música, dança e artesanato nordestinos, reforçando a presença dessa cultura no Rio de Janeiro. A influência nordestina também se manifesta em outras áreas da cidade, com a popularização de pratos e ingredientes típicos em diversos estabelecimentos, refletindo a integração e a contribuição significativa dos migrantes nordestinos para a diversidade cultural e gastronômica carioca.

### Outras Culturas
Além das influências mais marcantes na gastronomia carioca, como a africana, indígena e nordestina, a cidade também recebeu contribuições significativas de outras culturas ao longo do tempo. Entre elas, destacam-se a culinária árabe e a asiática, que, apesar de serem presenças mais recentes na história da cidade, conquistaram espaço e ajudaram a moldar a identidade gastronômica contemporânea do Rio de Janeiro.
- Estabelecimentos de comida asiática e árabe podem ser encontrados por toda cidade. Culinária árabe: A imigração árabe, especialmente de sírios e libaneses, intensificou-se no Brasil no final do século XIX e início do século XX. Esses imigrantes trouxeram consigo uma rica tradição culinária, introduzindo pratos como quibe, esfiha, homus e tabule, que rapidamente se integraram ao paladar brasileiro. No Rio de Janeiro, a presença árabe é notável em áreas como o centro da cidade, onde estabelecimentos tradicionais oferecem essas iguarias há décadas. A região conhecida como Saara (Sociedade de Amigos das Adjacências da Rua da Alfândega), por exemplo, se tornou um importante centro comercial fundado por imigrantes árabes. O Bar do Elias, por exemplo, celebra 30 anos de tradição na culinária árabe, com várias unidades espalhadas pela capital fluminense.[74][75]
- Culinária asiática: A culinária asiática, especialmente a japonesa, começou a ganhar espaço no Rio de Janeiro a partir da década de 1930, com a abertura de estabelecimentos como a Pensão Japonesa e a Pensão Laranjeiras, que ofereciam pratos típicos aos moradores locais. Embora a presença inicial tenha sido modesta, a popularidade da culinária japonesa cresceu significativamente nas últimas décadas, tornando-se parte integrante da cena gastronômica carioca. O sushi, por exemplo, se popularizou principalmente a partir dos anos 2000. Diferente da África, do Nordeste ou da cultura indígena, a presença asiática na gastronomia carioca veio mais por tendências da globalização do que por um processo histórico de longa duração.[76][77][78]
- Culinária italiana: A culinária italiana tem uma forte presença no Rio de Janeiro, resultado da imigração italiana que começou no final do século 19. Os imigrantes italianos trouxeram pratos como pizza, risotos, massas frescas e artesanais, como o ravioli e o tortellini, e molhos à base de tomate, que se tornaram essenciais na gastronomia carioca. A pizza, em particular, é um dos pratos mais consumidos pelos cariocas, com variações locais como camarão e queijo coalho. Além disso, o uso de ingredientes como queijos curados, vinhos italianos e embutidos como a mortadela se tornou comum. Restaurantes italianos, como o Cipriani, tornaram-se ícones da culinária refinada da cidade, e a fusão de sabores locais com as receitas italianas gerou novos pratos tradicionais.[79][80][81][82]
- Culinária espanhola: A influência espanhola na gastronomia carioca é notável especialmente nos pratos à base de frutos do mar e nas tapas, que se popularizaram em bares e restaurantes da cidade. A culinária espanhola chegou ao Brasil com a imigração, especialmente no século 19, trazendo ingredientes como azeite de oliva, alho, pimentões e frutos do mar. Paella, uma das receitas mais emblemáticas da Espanha, também encontrou seu espaço nos cardápios dos restaurantes cariocas. Com o tempo, a culinária espanhola se adaptou aos ingredientes locais, criando pratos como paella de frutos do mar típicos da região e outros pratos que misturam a tradição espanhola com os sabores brasileiros.[83][84][85][86]

## Eventos Gastronômicos e ações Pós-Pandemia

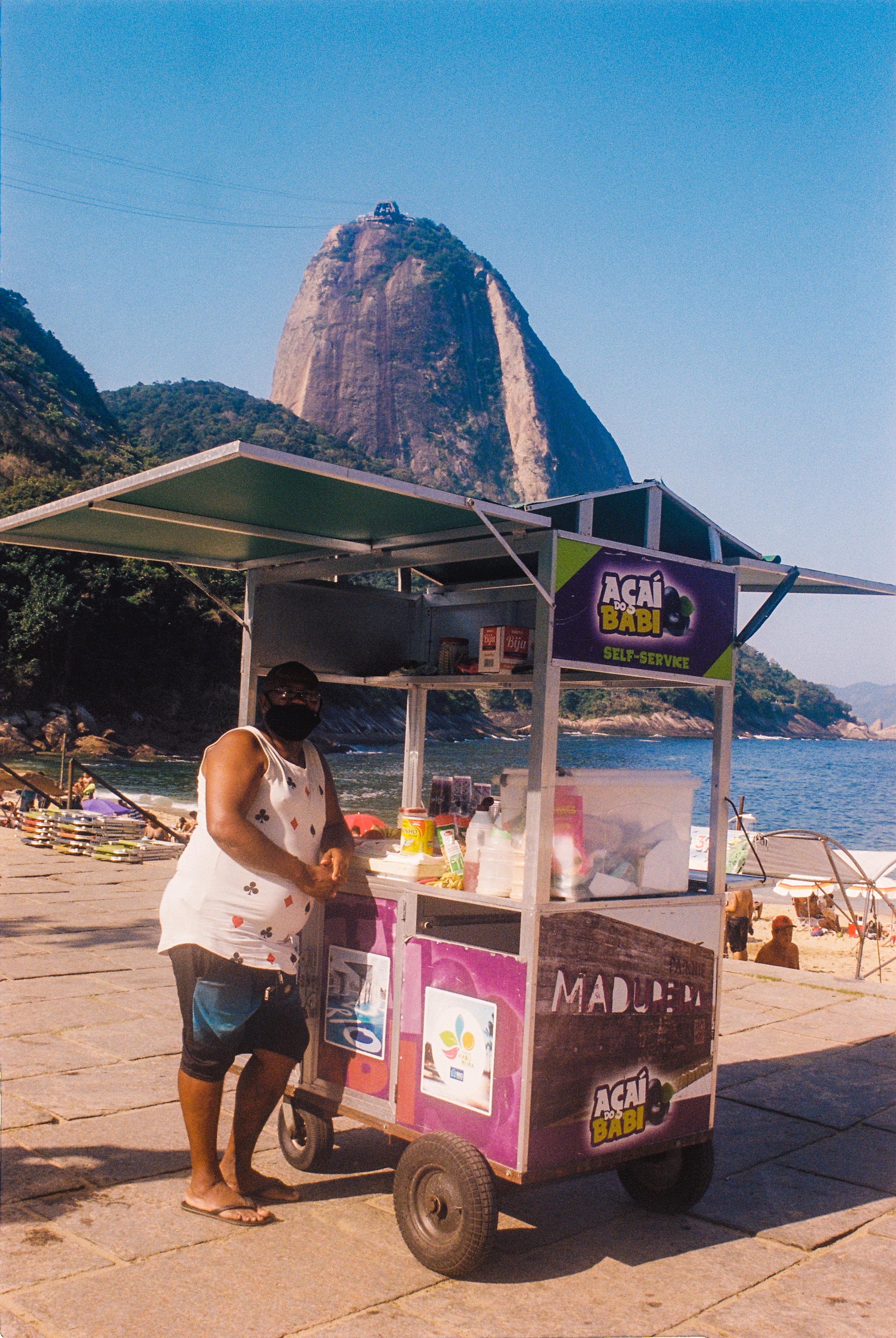
Vendedor de Açaí na praia vermelha durante a pandemia de COVID-19.

#### Impactos da Pandemia no Setor Gastronômico Carioca
Durante a pandemia de COVID-19, o setor de bares e restaurantes do Rio de Janeiro enfrentou desafios substanciais. Em abril de 2020, aproximadamente 18.925 vagas foram fechadas no setor em todo o estado. Na capital, estimativas indicam que cerca de 10% dos 10 mil restaurantes existentes na cidade foram fechados.
Além disso, uma pesquisa da Associação Nacional dos Restaurantes (ANR) e do Sindicato de Bares e Restaurantes do Rio (SindRio) revelou que 24% dos estabelecimentos tiveram redução de 50% a 75% do faturamento, levando 51% dos restaurantes a demitir funcionários.
Medidas de Recuperação e Incentivo
Para mitigar os prejuízos e impulsionar a retomada do setor, diversas ações foram implementadas:
- Incentivo ao Turismo Doméstico: O governo lançou guias com ações estratégicas para promover a recuperação econômica do turismo, incluindo o estímulo ao turismo doméstico e de curta duração, visando atrair visitantes para destinos locais e, consequentemente, apoiar a gastronomia regional.[89][90][91]
- Readequação dos Espaços de Atendimento: Estabelecimentos redesenharam seus salões de atendimento para garantir o distanciamento social, ajustando a disposição de mesas e cadeiras para proporcionar segurança aos clientes.[89][90][91]

Retomada de Eventos Gastronômicos
A cidade também acolheu de volta importantes festivais e eventos gastronômicos, como o Rio Gastronomia, que reúne chefs renomados e promove degustações, workshops e palestras sobre tendências culinárias, e a Semana de Gastronomia do Rio de Janeiro, uma iniciativa voltada para incentivar o turismo gastronômico e oferecer pratos especiais em restaurantes locais.
Iniciativas de Revitalização Urbana
Além disso, iniciativas como a Rua da Cerveja, no Centro, surgiram como parte dos esforços para revitalizar a economia local. O projeto tem como objetivo transformar a região em um polo gastronômico e cervejeiro, incentivando a instalação de cervejarias artesanais e bares especializados. A proposta faz parte do programa Reviver Centro, um plano mais amplo de recuperação urbanística, cultural, social e econômica da região central do Rio.

## Galeria

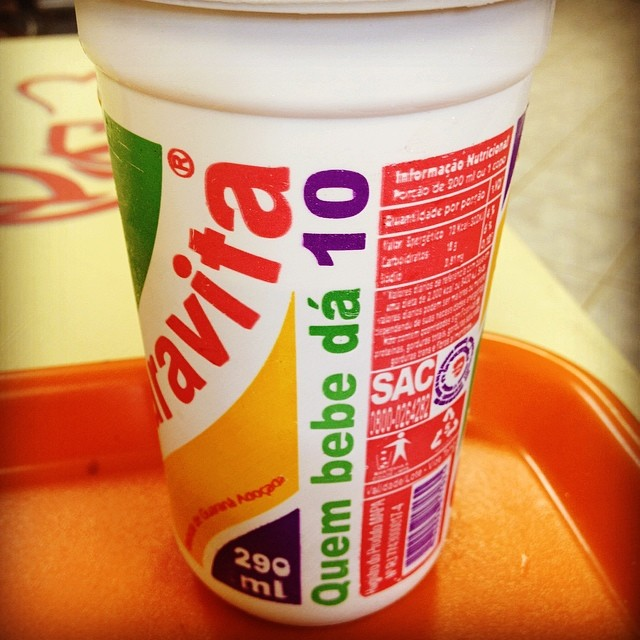
O Guaravita é uma bebida típica do Rio de Janeiro. A Viton 44 fabrica o guaraná natural que caiu no gosto do carioca emJacarepaguá, desde 1998.
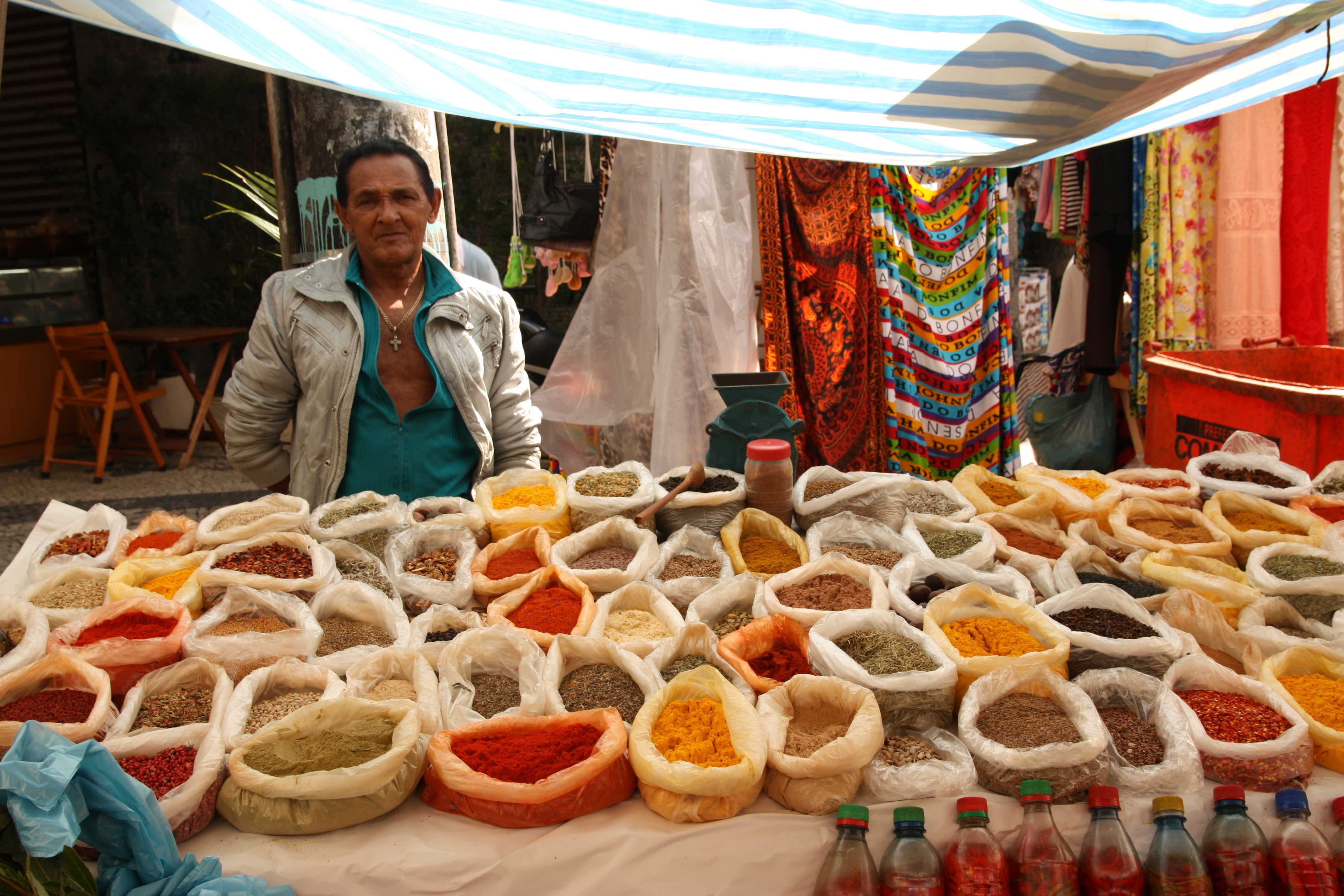
Feirante vendendo temperos na Rua General Glicério, em Laranjeiras, Rio de Janeiro (2009). A feira livre, tradicional no bairro, é conhecida pela diversidade de produtos frescos que refletem a riqueza da gastronomia carioca.
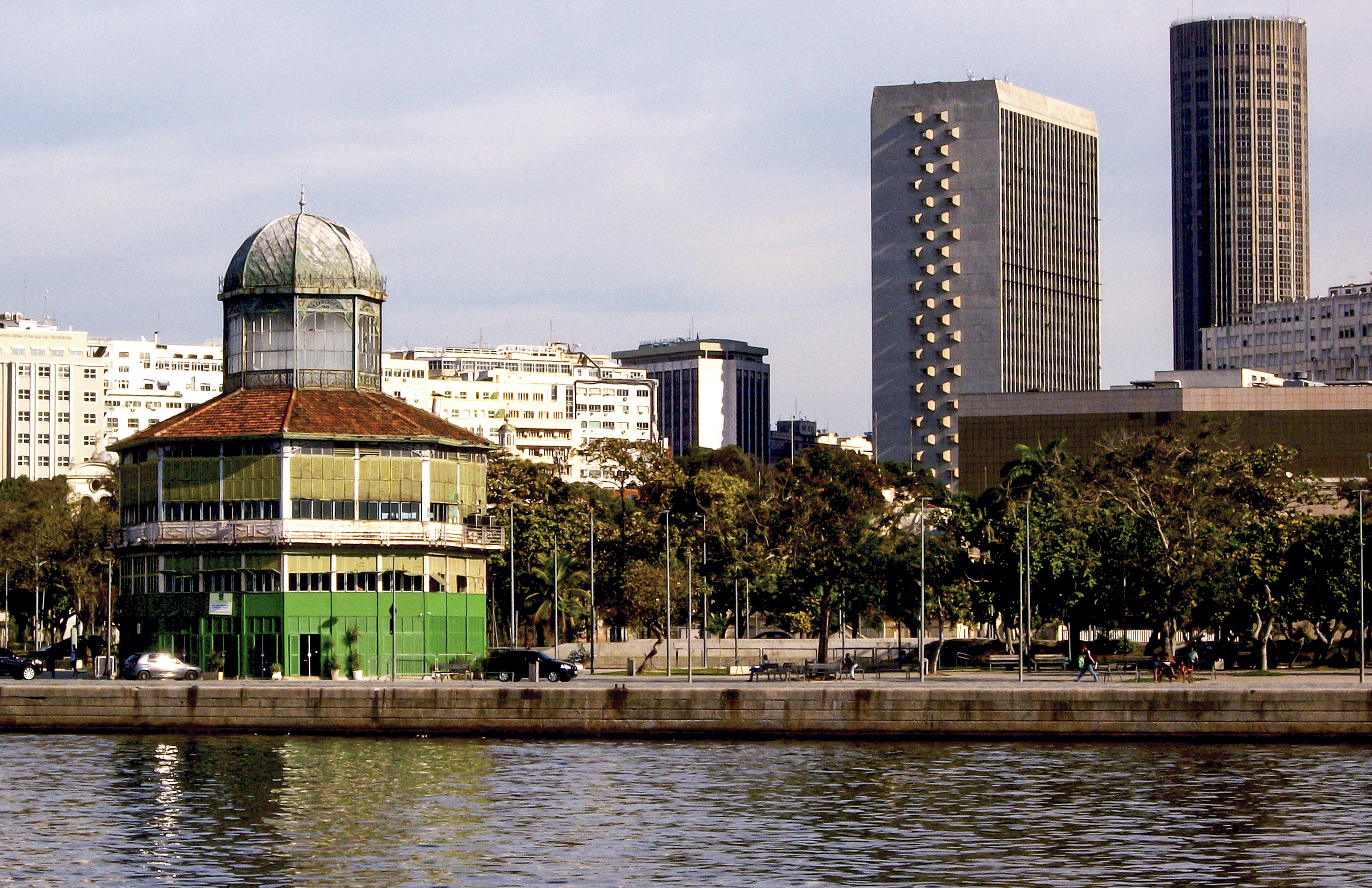
Único estabelecimento comercial remanescente do antigo mercado que ficava no Largo de Moura (onde hoje é a Praça Marechal Âncora), o Restaurante Albamar fundado em 1933 é tombado pelo Instituto Estadual do Patrimônio Cultural (Inepac).
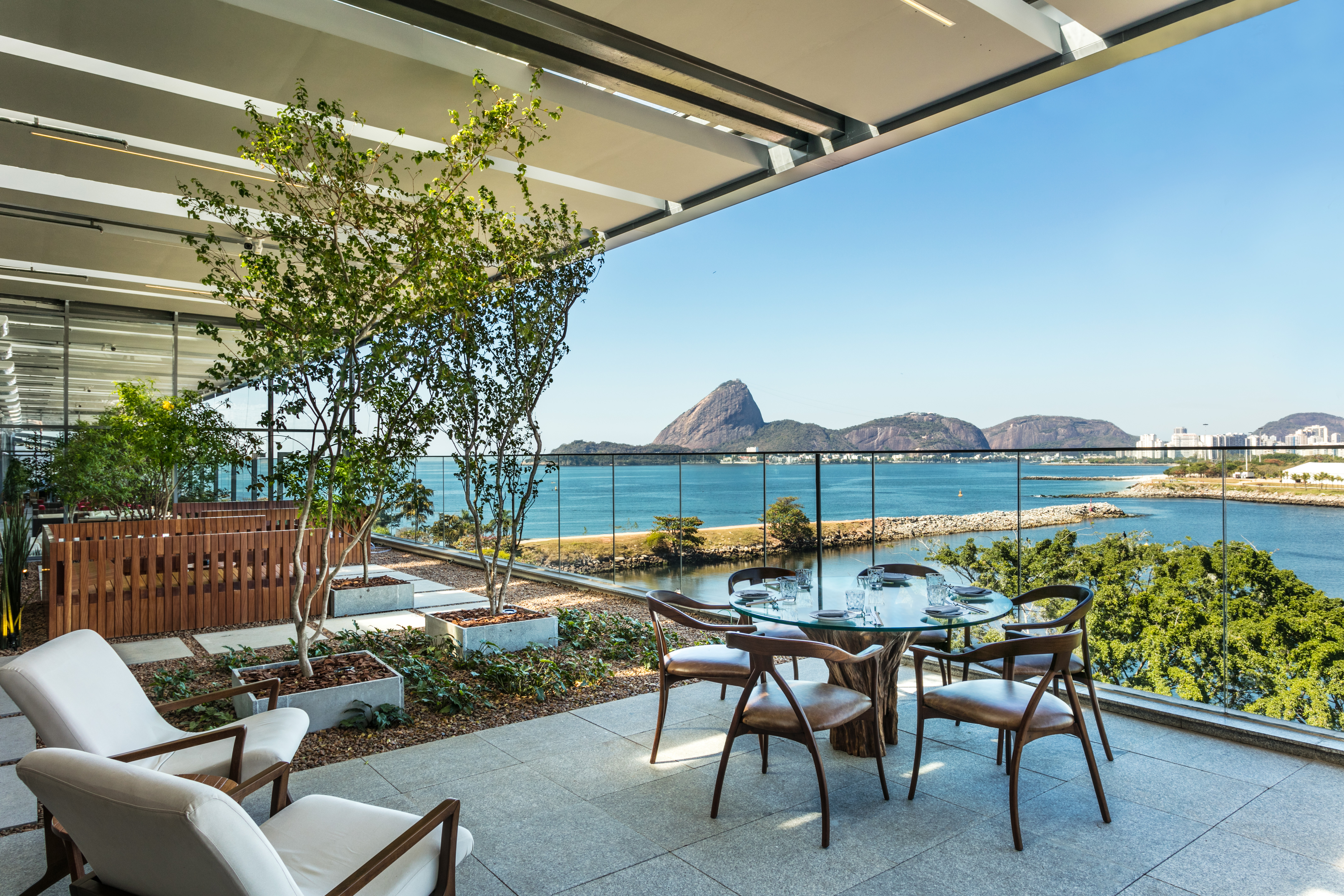
Fotografia do lounge externo do restaurante Xian, com uma vista panorâmica da Baía de Guanabara e do icônico Pão de Açúcar.
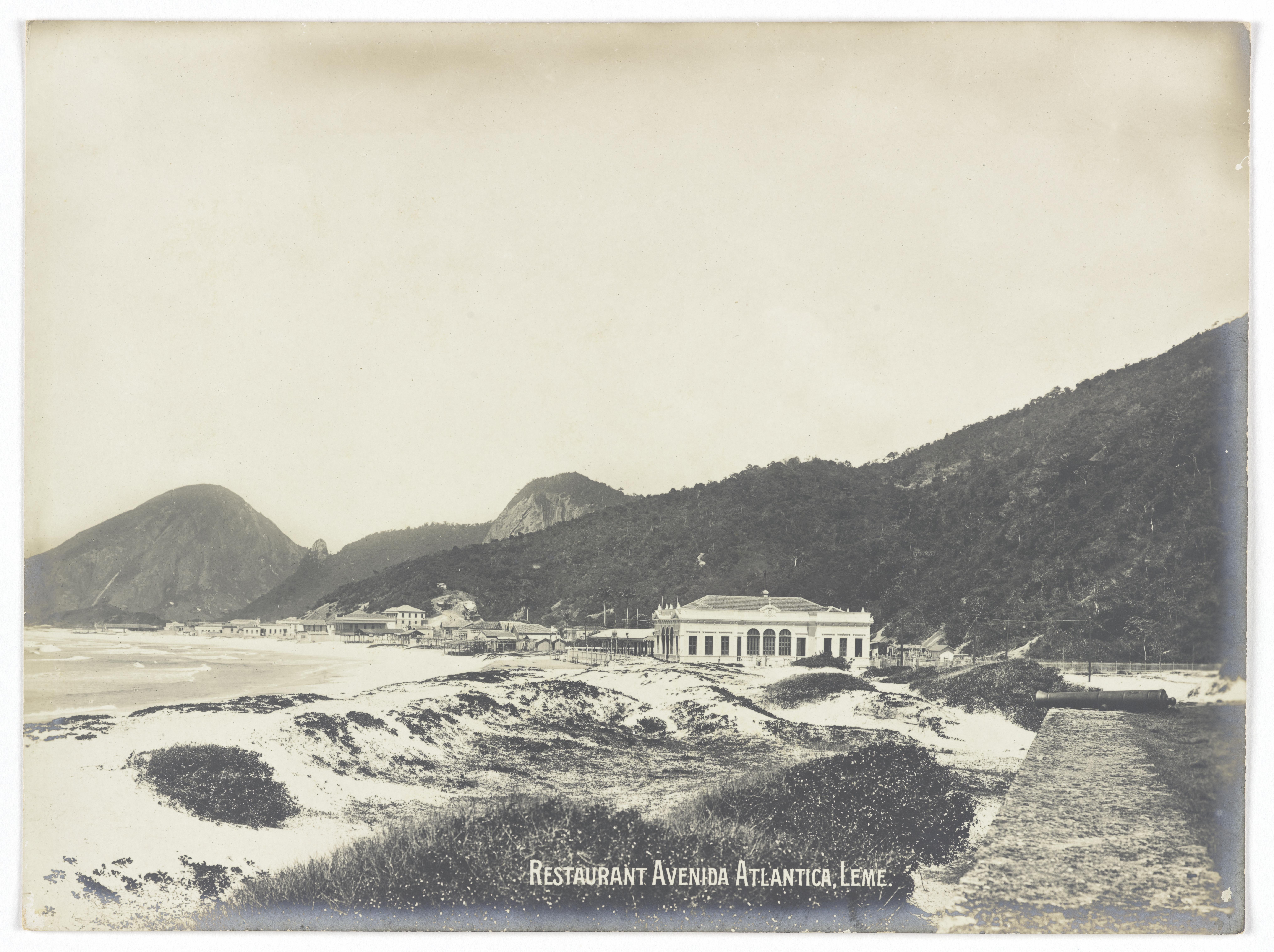
"Restaurante Avenida Atlântica" voltado para a rua Gustavo Sampaio, no Leme. Estação final do Jardim Botânico (1907).